# 広島家庭裁判所
広島家庭裁判所（ひろしまかていさいばんしょ）は、広島県広島市にある日本の家庭裁判所の一つで、広島県を管轄している。略称は、広島家裁（ひろしまかさい）。呉、尾道、福山、三次に支部を置いている。
支部は広島地方裁判所の支部に併設されている。

## 所在地
- 本庁：広島県広島市中区上八丁堀1-6　北緯34度24分6.6秒 東経132度27分55.4秒 / 北緯34.401833度 東経132.465389度
山陽新幹線, JR山陽線, 芸備線, 呉線, 可部線 広島駅 南口から徒歩約15分・タクシー約7分
広島バスセンターから徒歩約15分, 検察庁前バス停から徒歩約3分
広島電鉄白島線 家庭裁判所前停留場から徒歩約1分
広島高速交通アストラムライン 城北駅下車 徒歩約10分
- 呉支部：広島県呉市西中央4丁目1-46　北緯34度15分3.6秒 東経132度33分47.8秒 / 北緯34.251000度 東経132.563278度
JR呉線 呉駅から徒歩約15分・タクシー約2分
広島バスセンターからクレアラインバス-体育館前下車すぐ前
- 尾道支部：広島県尾道市新浜1丁目12-4　北緯34度24分6.1秒 東経133度10分51.5秒 / 北緯34.401694度 東経133.180972度
JR山陽線 尾道駅から徒歩約20分・タクシー約5分
- 福山支部：広島県福山市三吉町1丁目7-1　北緯34度29分36.2秒 東経133度22分25.2秒 / 北緯34.493389度 東経133.373667度
山陽新幹線, JR山陽線, 福塩線 福山駅から徒歩約20分・タクシー約5分
中国バス-福山駅6番のりば「府中行き」～三吉町まで約10分, 井笠バス-福山駅13番のりば「井原行き」～三吉町まで約10分
広島バスセンターからローズライナー-福山駅下車 徒歩約20分
- 三次支部：広島県三次市三次町1725-1　北緯34度48分50秒 東経132度50分41秒 / 北緯34.81389度 東経132.84472度
JR芸備線, 福塩線, 三江線 三次駅から徒歩約30分・タクシー約10分
備北バス, 芸陽バス三次駅～「三次中学校行き」終点下車 徒歩約1分
広島バスセンター（広電高速バス「三次行き」）～三次小学校前下車 徒歩約3分
三次バスセンター下車～NTT前バス停（徒歩約1分）～「三次中学校前行き」終点下車 徒歩約1分

## 管轄
- 本庁
  - 広島市、三原市（旧賀茂郡大和町）、大竹市、東広島市、廿日市市、安芸高田市（八千代支所の所管区域）、安芸郡府中町、海田町、熊野町、坂町、山県郡安芸太田町、北広島町
- 呉支部
  - 呉市、竹原市、江田島市、豊田郡大崎上島町
- 尾道支部
  - 三原市（旧三原市、旧豊田郡本郷町、旧御調郡久井町）、尾道市、世羅郡世羅町（せらにし支所の所管区域）
- 福山支部
  - 福山市、府中市、三次市（甲奴支所の所管区域）、庄原市（旧甲奴郡総領町）、神石郡神石高原町
- 三次支部
  - 三次市（甲奴支所の所管区域を除く）、庄原市（旧庄原市、旧比婆郡西城町、旧比婆郡東城町、旧比婆郡口和町、旧比婆郡高野町、旧比婆郡比和町）、安芸高田市（八千代支所の所管区域を除く）、世羅郡世羅町（せらにし支所の所管区域）

※ただし、三次支部管内の合議事件は本庁で、尾道支部管内の合議事件は福山支部でそれぞれ取り扱う。

## 歴代所長
任期の後ろは後職
- 和田啓一（1990年 - 1991年 高松高等裁判所長官）
- 竹中省吾（2003年3月 - 2004年9月 大阪高等裁判所部総括判事）
- 鈴木敏之（2004年9月 - 2007年7月 定年退官）
- 窪田正彦（2007年7月 - 2008年10月 広島高等裁判所部総括判事）
- 下田文男（2008年10月 - 2010年6月 東京高等裁判所部総括判事）
- 上田昭典（2010年6月 - 2011年8月 奈良地方裁判所長・奈良家庭裁判所長）
- 杉本正樹（2011年8月 - 2013年8月 定年退官）
- 田中敦（2013年8月 - 2014年9月 大阪高等裁判所部総括判事）
- 生野考司（2014年9月 - 2015年11月 広島高等裁判所部総括判事）
- 鹿野伸二（2015年11月 - 2018年1月 名古屋家庭裁判所長）
- 吉村典晃（2018年1月 - 2020年4月  津地方裁判所長・津家庭裁判所長）